# Eusebio Díaz
Eusebio Ignacio Díaz Zavala (Quillota, Chile, 1 de noviembre de 1986) es un futbolista chileno. Casado con María José Oyaneder Valencia y es padre de dos niños, además estudia Pedagogía en Educación Física de la Universidad de las Américas siendo parte de la selección de dicha casa de estudios.

## Clubes
| Club     | País  | Año        |
| -------- | ----- | ---------- |
| San Luis | Chile | 2005- 2014 |

## Títulos
| Título                       | Club     | País  | Año  |
| ---------------------------- | -------- | ----- | ---- |
| Primera B Torneo de Clausura | San Luis | Chile | 2009 |
| Primera B Torneo de Apertura | San Luis | Chile | 2013 |

- Datos: Q5852287